# Ligne de tramway 68 (SNCV Groupe de Charleroi)
Pour les articles homonymes, voir Ligne 68.
La ligne 68 est une ancienne ligne du tramway vicinal de Charleroi de la Société nationale des chemins de fer vicinaux (SNCV) qui reliait Charleroi à Ransart entre 1932 et 1968.

## Histoire
1er octobre 1932 : mise en service en traction électrique entre Charleroi Eden et Ransart Masses-Diarbois sous l'indice 68, section Charleroi - Jumet (croisement avec la ligne ferroviaire 119) commune avec la ligne 62, nouvelle section jusqu'à Jumet Rue Lambert (capital 10) et section commune avec la ligne 57.
23 mars 1938 : prolongement de Ransart Masses-Diarbois à Place (nouvelle section, capital 198).
18 août 1951 : nouvelle section entre Ransart Place et Heppignies exploitée en navette sous l'indice 67.
18 mai 1952 : prolongement de la navette d'Heppignies à Wangenies (nouvelle section).
17 mai 1953 : mise en service d'un service électrique vers Namur (voir cette section sur l'article Tramway vicinal de Charleroi).
7 février 1955 : terminus du 67 reporté de Namur Gare à Namur Rue du Vicinal (avenue des Croix du Feu).
8 janvier 1957 : travaux d'électrification de la ligne ferroviaire 144 à Onoz, coupure de la ligne aérienne et traversée des voies tractée par un autorail.
31 décembre 1958 : suppression de la section Velaine - Namur et du service 67.
26 mai 1963 : suppression de la section Ransart Place - Velaine et du service 67, il reste cependant utilisé comme filme pour signaler la correspondance avec l'autobus pour Namur.
1er mars 1968 : suppression.